# Ousséni Yéyé
Ousséni Yéyé là một cầu thủ bóng đá người Burkina Faso, thi đấu ở vị trí hậu vệ cho Union Sportive des Forces Armées và Đội tuyển bóng đá quốc gia Burkina Faso.

## Sự nghiệp quốc tế
Vào tháng 1 năm 2014, huấn luyện viên Brama Traore, triệu tập anh vào đội hình Burkina Faso tham dự Giải vô địch bóng đá châu Phi 2014. Đội tuyển bị loại ở vòng bảng sau thất bại trước  Uganda và Zimbabwe và then hòa với Maroc.